# Лакх
Лакх или лак (на хинди: लाख или lākh [lɑːkʰ]; на английски: lakh; съкратено L; понякога се пише lac) е единица от индийската бройна система, равна на сто хиляди (100 000; експоненциален запис: 105). В индийската конвенция за групиране на цифри „2, 2, 3“ това число се записва като 1,00,000. Например в Индия 150 000 рупии са 1,5 лакха рупии, изписвани като 1,50,000 или INR 1,50,000. В тази бройна система 100 лакха се наричат един крор и са равни на 10 милиона.
Той се използва широко както в официален, така и в друг контекст в Афганистан, Бангладеш, Бутан, Индия, Мианмар, Непал, Пакистан и Шри Ланка. Често се използва в бангладешкия, индийския, пакистанския и шриланкийския английски.
В официалните публикации на английски език в Индия обикновено се използва лакх/крор за индийската валута, а за чуждестранните валути, като долари и паунди, се използва западна номерация.